# Givraj

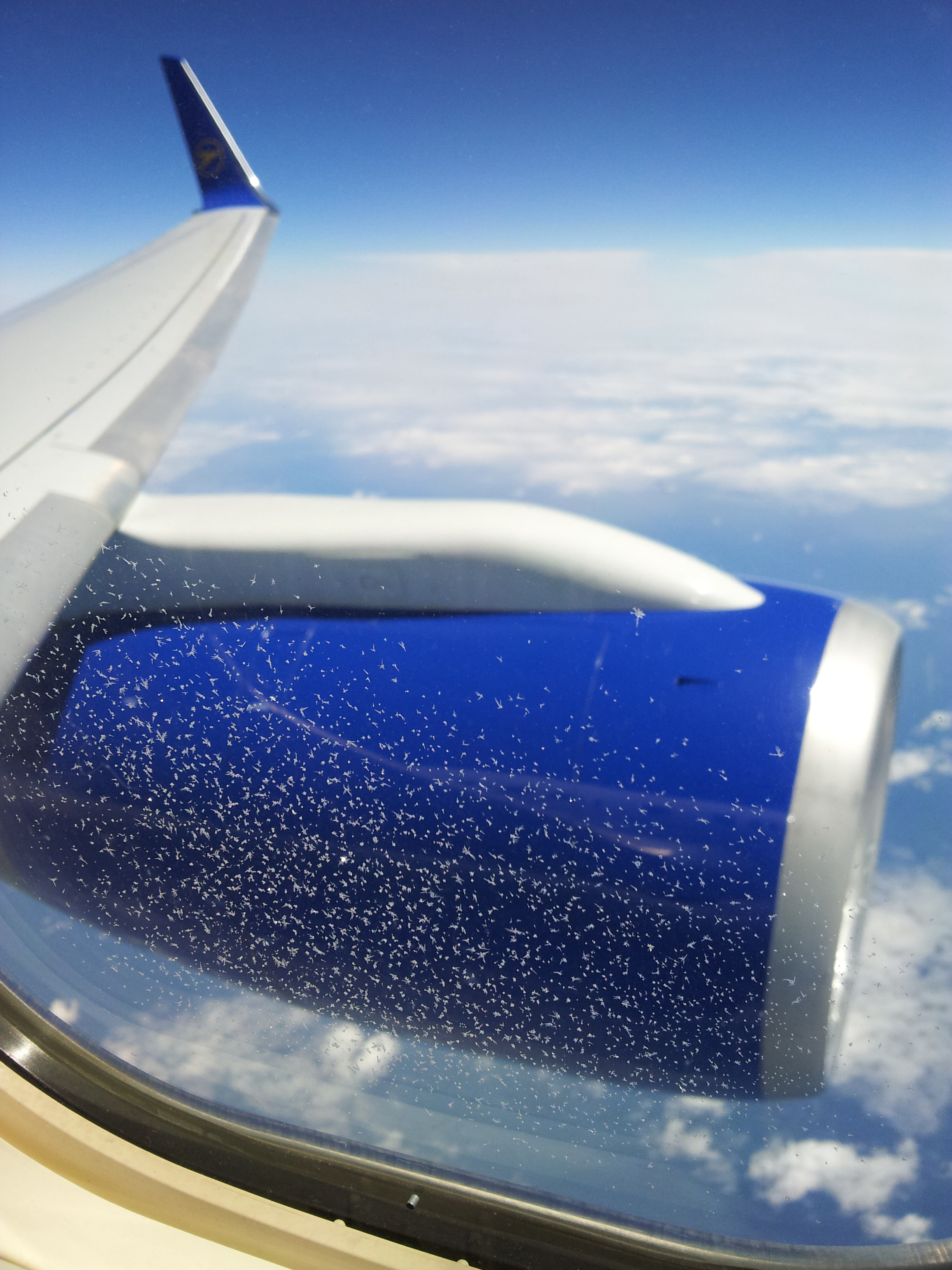
Cristale de gheață formate pe hubloul unui avion în zbor.

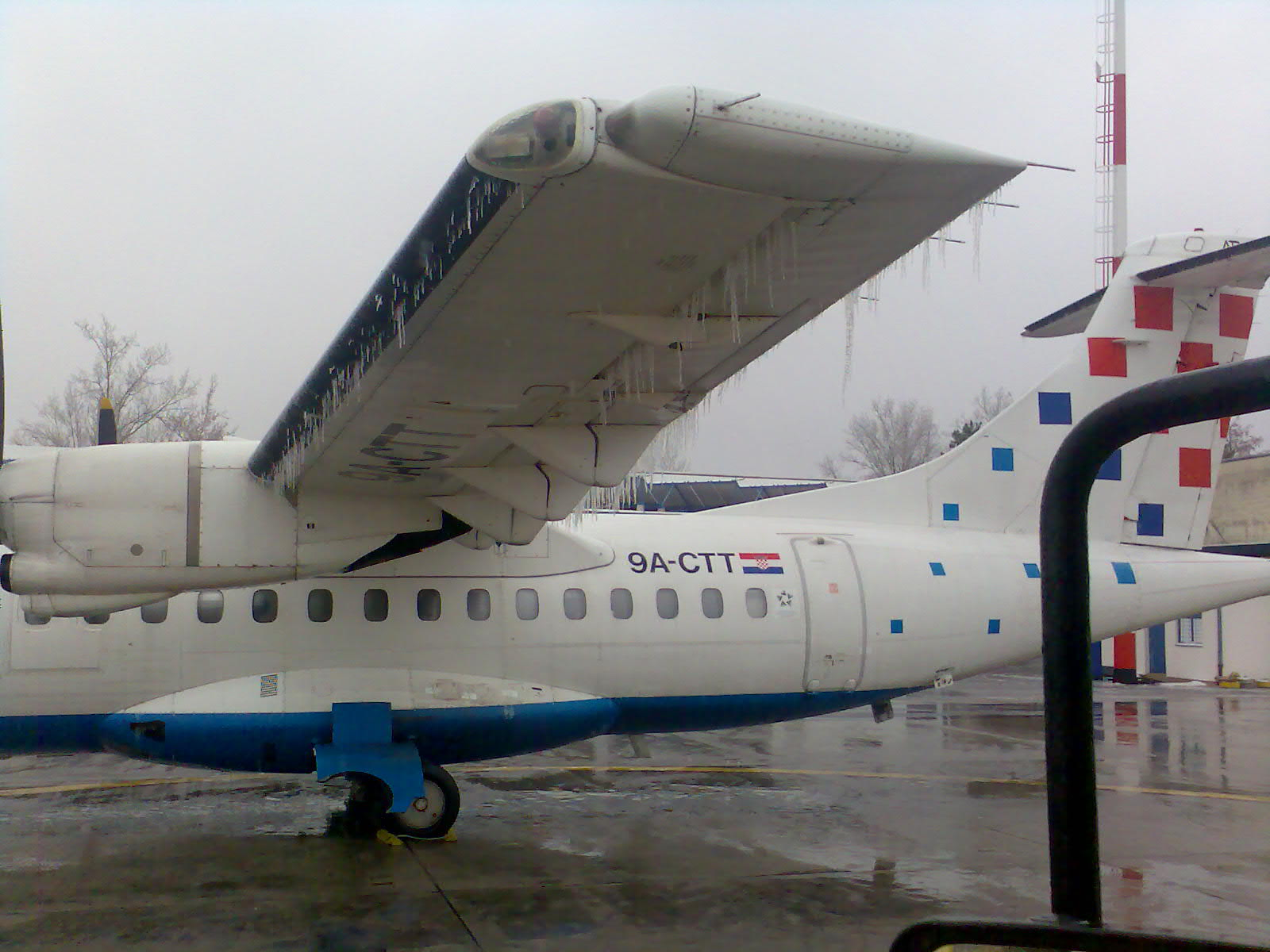
Gheață depusă pe un avion la sol.

Givrajul, zis și jivraj, este depunerea unui strat de gheață pe o aeronavă. El se datorează condițiilor meteorologice și poate să apară la sol sau în zborul printr-o zonă care conține picături de apă suprarăcită. Givrajul deteriorează calitățile aerodinamice ale aeronavei, de obicei sub forma scăderii portanței, ceea ce induce un mare risc de accident.
Informațiile privind condițiile de givraj pot proveni de la rapoartele piloților, de la aeroporturi (ATIS – engleză Automatic Terminal Information Service sau ATC – engleză Air Traffic Control), din prognozele meteorologice și din emisiuni radio pentru aviație ca VOLMET (franceză Vol Meteo) (Otopeni, 126,8 MHz), care difuzează buletine METAR (engleză Meteorological Aerodrome Report), TAF (engleză Terminal aerodrome forecast) sau SIGMET (engleză Significant Meteorological Information).
Multe aeronave, în special cele ale aviației civile, nu sunt certificate pentru zborul în orice condiții de givraj.

## Condiții meteorologice pentru formarea givrajului
Condițiile de givraj apar când aerul conține picături de apă suprarăcită. Parametrii care determină viteza depunerii gheții sunt dimensiunea medie a picăturilor, conținutul de umiditate și temperatura aerului. Administrația Federală a Aviației are reglementări care definesc condițiile de givraj în funcție de parametri.
Calitativ, rapoartele piloților descriu condițiile de givraj prin efectul acestora asupra aeronavei și a comportării ei. Pentru condiții identice, pot fi raportate givraje mai mult sau mai puțin importante.

## Tipuri de givraj

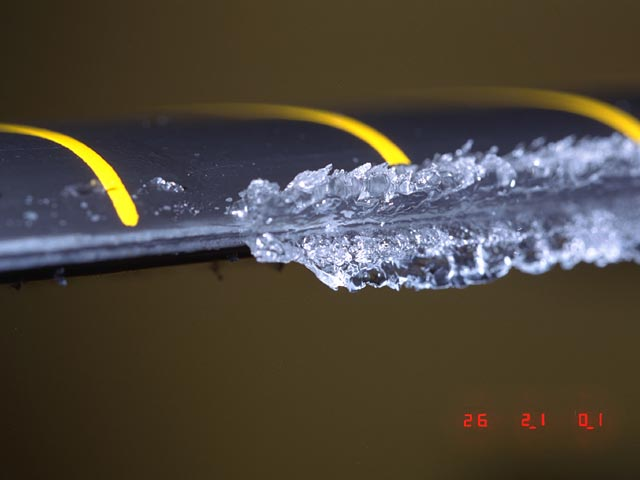
Givraj al unei elice de elicopter

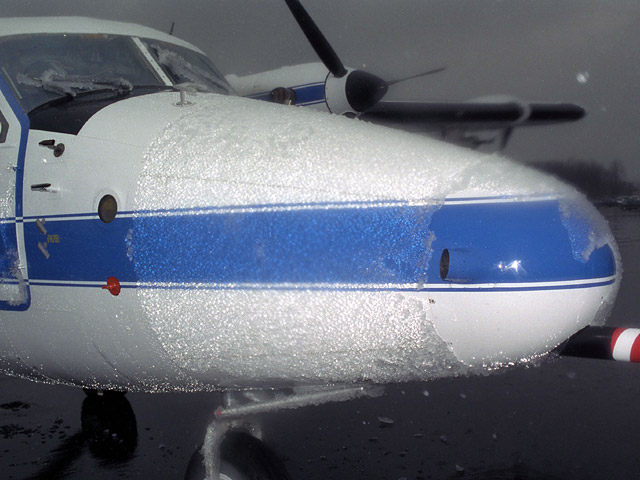
Givraj de tip SLD al unui avion

- Givraj transparent (sticlos, polei) este o depunere de gheață dură, netedă, compactă, transparentă și foarte aderentă la părțile exterioare ale avionului. Se formează la trecerea avionului prin nori Cumulus congestus sau Cumulonimbus, în zonele cu temperaturi între 0...–13 °C. Picăturile suprarăcite sau ale ploii înghețate lovesc suprafața, dar nu îngheață instantaneu. Se formează de preferință în punctele de stagnare de pe profilul aerodinamic și ia forma profilului.[6]
- Givraj opac (chiciura) este o depunere albă, mai puțin densă si mai puțin aderentă față de avion, deci se poate desprinde mai ușor de acesta. Se formează la trecerea avionului prin nori Nimbostratus, Stratus, Stratocumulus și Altostratus la temperaturi mai scăzute decât givrajul transparent, de 0...–28 °C. Picăturile de apă îngheață imediat, sub formă de protuberanțe neregulate.[7]
- Givraj mixt este o combinație de givraj transparent și givraj opac. Se formează în punctele de stagnare, unde energia cinetică a picăturilor se transformă în căldură. Givrajul mixt dă conglomerate neregulate, depunându-se sub formă de jgheab.[7]
- Țurțuri se formează prin înghețarea apei în anumite locuri, de obicei în spatele dispozitivelor de degivrare prin încălzire, sau în dreptul bordurilor de atac încălzite, unde depunerile sunt topite și îngheață ulterior.
- Givraj de tip SLD (engleză Supercooled Large Droplet) este similar cu givrajul transparent, dar, deoarece dimensiunea picăturilor este mare, se formează rapid și se întinde pe toate suprafețele neprotejate, lăsând piloților puțin timp de reacție.

## Efectele givrajului
Givrajul poate afecta bordul de atac al aripilor și ampenajelor, elicele, parbrizul, antenele radio și radar, tubul Pitot sau grupul motopropulsor (carburatorul motoarelor sau compresorul turbomotoarelor).
Givrajul afectează aeronavele prin:
- creșterea greutății aeronavei sau modificarea centrajlui;[2][8]
- mărirea rezistenței la înaintare a aeronavei, ceea ce duce la un consum sporit de combustibil;[2][8]
- reducerea portanței, ceea ce duce la necesitatea unei viteze mărite de zbor;[2][8]
- apariția desprinderilor de pe profilurile aerodinamice la unghiuri de atac mai mici, ceea ce duce la intrarea în limită de viteză la viteze mai mari (nu se poate zbura la viteze mici);[8]
- scăderea eficienței suprafețelor de comandă, sau chiar blocarea lor, ceea ce reduce posibilitățile de guvernare a aeronavei;[2]
- dezechilibrarea palelor elicelor, ceea ce provoacă vibrații;[2][8]
- obturarea admisiei aerului sau a carburatorului, ceea ce reduce puterea motorului;[2][8]
- înfundarea tubului Pitot, ceea ce falsifică indicațiile vitezometrului, variometrului și chiar a altimetrului;[2][8]
- reducerea vizibilității prin parbriz, periculoasă în special în procedurile de decolare și aterizare.[2][8]

Practic, avionul devine mai greu, mai puțin puternic, mai puțin agil și mai greu de pilotat. Chiar cantități mici de gheață pot avea efecte considerabile. Deși orice avion este prevăzut cu diferite echipamente de degivrare, totuși trebuie să se evite zborul în condiții de givraj. Dacă se sesizează fenomenul de givraj, trebuie ori urcat peste baza norilor, într-o zonă cu aer mai rece (măsură aplicată de obicei iarna), ori coborât la o altitudine cu aer mai cald, peste nivelul de îngheț (măsură aplicată de obicei vara). În situația în care se coboară trebuie ținut cont de relieful de dedesubt.

## Prevenirea și înlăturarea givrajului
Deși cea mai bună metodă de a lupta împotriva givrajului este evitarea zonelor în care sunt condiții favorabile formării lui, totuși, acest lucru nu este convenabil întotdeauna.
Dacă se constată că aeronava este givrată înainte de decolare, ea trebuie degivrată. Degivrarea se poate face prin:
- mijloace mecanice, cum ar fi măturarea zăpezii depuse;
- mijloace chimice, aplicarea de soluții care îndepărtează gheața și zăpada;
- încălzire, de exemplu în hangar sau cu radiații infraroșii;
- poziționarea avionului astfel ca efectul razelor solare să fie maxim.

Aceste măsuri îndepărtează gheața pe moment, dar nu au efecte de durată în caz de condiții de givraj. Dacă se prevăd condiții de givraj după decolare, este necesară folosirea lichidelor antigivraj. Acestea sunt soluții mai viscoase și mai aderente decât cele de degivrare și trebuie folosite înainte ca givrajul să se instaleze.

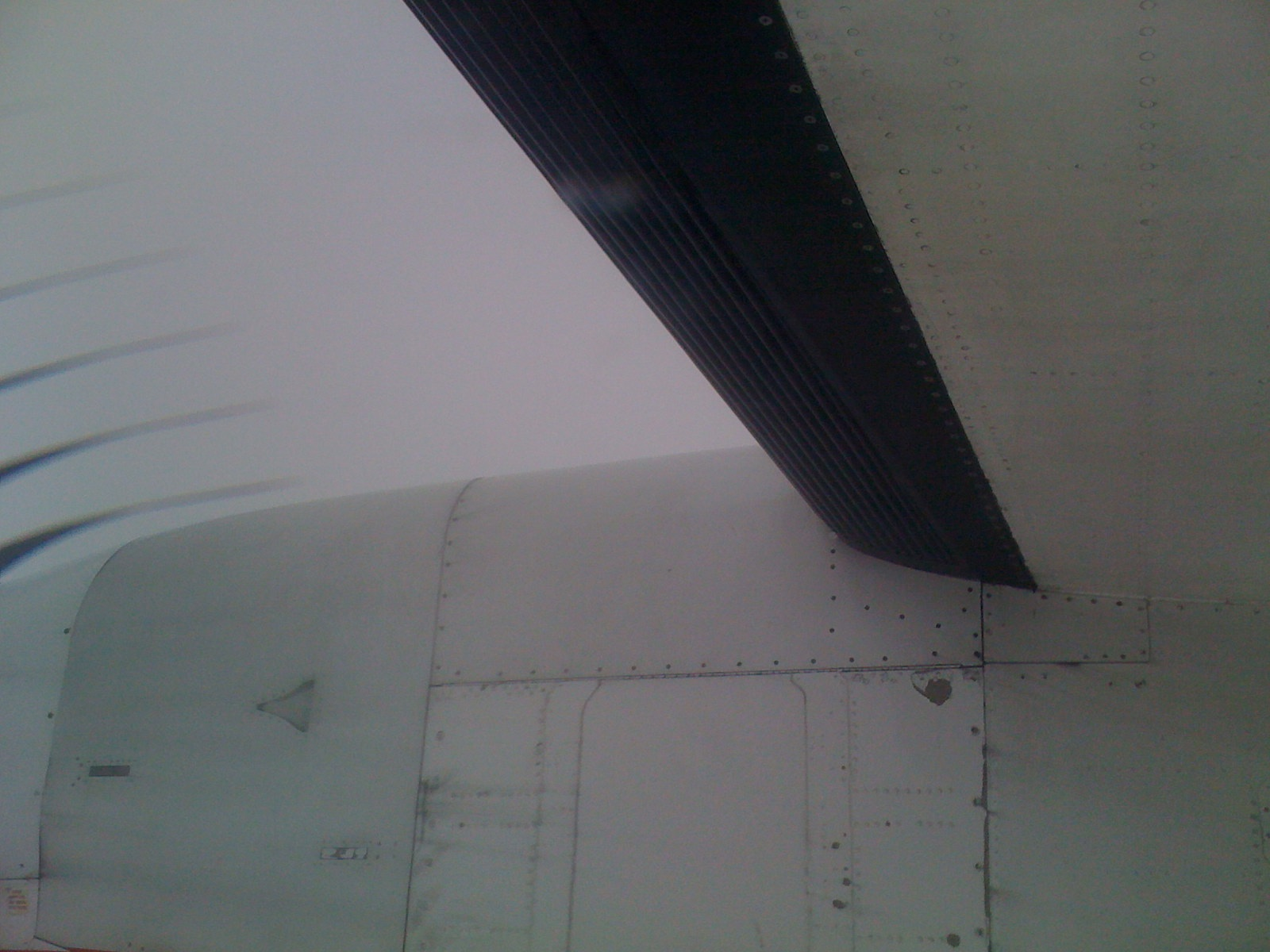
Dispozitiv antigivraj pe aripa unui avion de pasageri Dash 8 Q400.

În zbor, apariția givrajului se poate observa urmărind depunerile pe obiectele mici (suporți, proeminențe), pe care depunerea este mai accentuată. În mod normal, după observarea începerii givrajului se zboară în continuare câteva minute, pentru a putea aprecia viteza de depunere și a lua o hotărâre dacă nivelul givrajului este acceptabil sau nu și a proceda în consecință. Dacă givrajul nu este prea intens și se apreciază că mijloacele de combatere a givrajului în zbor sunt suficiente, zborul poate continua. Aceste mijloace sunt:
- Dirijarea aerului cald din jurul motorului de-a lungul bordurilor de atac ale aripilor și ampenajelor. La avioanele cu motoare supraalimentate sau la cele echipate cu turbomotoare aerul cald este preluat de la o treaptă a compresorului.
- Unele avioane dispun de sisteme mecanice de degivrare, bordul de atac al aripilor fiind acoperit cu o bandă de cauciuc (zona neagră din figura alăturată). Prin acționare pneumatică aceasta sparge gheața care a aderat de ea. Aceste sisteme consumă mai puțin aer, dar sunt mai puțin eficiente decât cele care încălzesc.
- Unele avioane (puține) au în bordul de atac al aripilor mici găuri prin care se pompează lichid antigivraj.
- Uneori se folosesc sisteme de încălzire electrice, de exemplu în cazul tuburilor Pitot, al senzorilor de unghi de atac și al elicelor.

Se observă că în toate cazurile sunt protejate doar elementele critice.
O altă problemă este, în cazul motoarelor cu carburator givrarea lor. Măsurile care se iau sunt alimentarea acestora cu aer cald preluat din jurul motorului, dar asta reduce puterea lui.